# محمود بودو راش
محمود بودو راش (بالألمانية: Mahmoud Bodo Rasch)‏ (من مواليد 12 مايو 1943) هو مهندس معماري ألماني متخصص في بناء المظلات الكبيرة القابلة للتحويل والهياكل خفيفة الوزن. وهو مؤسس ومالك (بالإنجليزية: SL Rasch GmbH Special and Lightweight)‏ والتي لها فروع في لاينفلدن-شتوتغارت، جدة، مكة المكرمة والمدينة المنورة.

## الحياة
كان والد محمود بودو راش، بودو راش (1903-1995) وعمه هاينز راش من رموز الريادية المعمارية العالمية خلال عشرينيات القرن الماضي. 
والدته ليلو راش نايجيلي (1914-1978) كانت رسامة ومصممة جرافيك، وأخته آيجا (1941-2009) كانت رسامة ومصممة جرافيك أيضا.
تبعًا لتقاليد عائلته الفنية، بدأ محمود بودو راش عام 1964 الدراسة للحصول على شهادة في الهندسة المعمارية من جامعة شتوتغارت وتخرج منها عام 1972.
أثناء دراسته في عام 1967 عمل محمود بودو راش مع  فراي أوتو في معهد الهياكل خفيفة الوزن (بالألمانية: Institut für leichte Flächentragwerke)‏ في جامعة شتوتغارت، وفي عام 1969 في قسم التصميم والتطوير (بالألمانية: Atelier Frei Otto Warmbronn)‏، بعدها قاد راش بناء مبنى المعهد الجديد (تم تطوير هيكل الشد في الأصل للجناح الألماني في إكسبو 67 في مونتريال) وتولى دور قائد المشروع للمظلات القابلة للطي، والتي صممها فراي أوتو وبناها لمعرض البستنة الفدرالي (بالألمانية: Bundesgartenschau)‏ عام 1971 في كولونيا. نتج عن هذه الشراكة العديد من المشاريع المشتركة والصداقة الوثيقة، وحتى وفاته بقى فراي أوتو مستشارًا لفريق محمود بودو راش.
عام 1973 كان محمود محاضرًا زائرًا في كلية الهندسة المعمارية بجامعة تكساس في أوستن بالولايات المتحدة.  في عام 1974 التقى بالمعماري السعودي سامي عنقاوي وأتيحت له الفرصة للمشاركة في مسابقة التنمية الحضرية التي هدفت إلى توفير سكن للحجيج لمدينة الخيام بمنى في مكة المكرمة. في نفس العام اعتنق محمود راش الإسلام.

## روابط خارجية
- SL Rasch website: http://www.sl-rasch.de
- The Makkah Clock Film
- books by and about Bodo Rasch in the مكتبة ألمانيا الوطنية